# Ziegfeld Follies of 1922
The Ziegfeld Follies of 1922 è un musical statunitense, che debuttò a Broadway il 5 giugno 1922 al New Amsterdam Theatre. Lo spettacolo ebbe un grande successo, restando in scena per più di un anno: l'ultima replica fu tenuta infatti il 23 giugno 1923 dopo 424 rappresentazioni.
Rivista in due atti, con le scene di Joseph Urban e la regia di Ned Wayburn, lo spettacolo - prodotto da Florenz Ziegfeld, Jr. - fu creato appositamente per Broadway.

## Il cast
- Babs Aitlen
- Jean Arundel
- Leonora Baron
- Michel Barroy
- Clara Beresbach
- Eva Brady
- Margery Chapin
- Marjorie Chapin
- Thelma Connor
- Velma Connor
- Dorothy Conroy
- Dolly Daggars
- Marie Dahm
- Peggy Dana
- Audrey Darrell
- Nellie Davage
- Ellen de Lerches
- Hazel Donnelly
- Alma Drange
- Betty Dudley
- Marcelle Earle
- Mary Eaton
- Pearl Eaton
- Dolly Evans
- Victoria Gale
- Ed Gallagher
- Helen Gates
- Alexander Gray
- Gilda Gray
- Ivy Halstead
- Netta Hill
- May Howard
- Frances Howden
- Virginia Howell
- Ada Hughes
- Sonia Ivanoff
- Beatrice Jackson
- Brooke Johns
- Naomi Johnson
- Virginia King
- Teddy Knox
- Frank Lambert
- Evelyn Law
- Helen Lee
- Phoebe Lee
- Mary Lewis
- Doris Lloyd
- Jean Lloyd
- Martha Lorber
- Alma Mamay
- Pansy Maness
- Hallie Manning
- Irene Marcellus
- Pauline Mason
- Lulu McConnell
- Mary McDonald
- Beulah McFarland
- Blanche Mehaffey
- Kathryn Mehaffey
- Madge Merritt
- Hilda Moreno
- Madelyn Morrissey
- Polly Nally
- Cora Neary
- Jimmy Nervo
- Al Ochs
- Olive Osborne
- Rita Owin
- Annie Patron
- Serge Pernikoff
- Miss Ray
- Jessie Reed
- Betsy Rees
- Betty Rees
- Anastasia Reilly
- Frances Reveaux
- Marion Rich
- Will Rogers
- Addie Rolfe
- Rita Royce
- Nellie Savage
- John Scott
- Gertrude Selden
- Sonia Shand
- J. J. Shannon
- Al Shean
- Marie Shelton
- Grant Simpson
- Beatrice Singleton
- Nellie Smith
- Miss Starhill
- Kathryn Stoneburn
- Muriel Stryker
- Avonne Taylor
- The Follies Four
- Frank Tierney
- Tiller Girls
- Irene Todd
- Andrew Tombes
- George Truscott
- Brandon Tynan
- Vangie Valentine
- Albertina Vitak
- Irene Wales
- Madeline Wales
- Marie Wallace
- Betty Webb
- Hazel Webb
- Fay West
- Edna Wheaton
- Miss Whittington
- Elsie Woodall
- Lillian Woods
- Helen Lee Worthing